# Antoine-Gaspard Boucher d’Argis
Antoine-Gaspard Boucher d’Argis (* 3. April 1708 in Argis, Département Ain, abweichend auch Paris; † 26. Januar 1791, häufig fälschlich 1780, in Paris) war ein französischer Jurist und Verfasser zahlreicher rechtswissenschaftlicher Artikel der Encyclopédie.

## Leben und Werk
Boucher war der Sohn Gaspards Boucher d’Argis, eines aus Lyon stammenden Anwalts am königlichen Gerichtshof in Paris, dem Parlement de Paris. Nach seinem Studium erhielt Boucher 1727 seine Zulassung als Anwalt und ging zunächst nach Lyon. Aufgrund seines Talents wurde er im Jahr 1753 in den conseil souverain der Provinz Dombes (im heutigen Département Ain) berufen, 1767 dann als Richter nach Paris.
Neben seiner beruflichen Tätigkeit verfasste Boucher eine Reihe juristischer Werke. Darüber hinaus betätigte er sich auch als Herausgeber, etwa von Barthélemy Joseph Bretonniers (1656–1721) Recueil par ordre alphabétique des principales questions de droit (2. bis 5. Neuauflage 1742–1783). Besondere Bekanntheit erlangte er jedoch durch seine zahlreichen Beiträge zu der von Diderot und d’Alembert herausgegebenen Encyclopédie. Bouchers Mitarbeit an dem Lexikon begann mit dem im Jahr 1753 erstmals erschienenen dritten Band. Gemessen an der Zahl der namentlich unterzeichneten Artikel der Encyclopédie nahm er einen der ersten Ränge unter den Autoren ein; seine Beiträge sind mit „(A)“ markiert.
Sein 1750 in Paris geborener Sohn André-Jean, der ebenfalls die juristische Laufbahn einschlug und als Verfasser mehrerer juristischer Schriften hervortrat, wurde 1794 in den Wirren der Revolution guillotiniert.

## Artikel in derEncyclopédie(Auswahl)

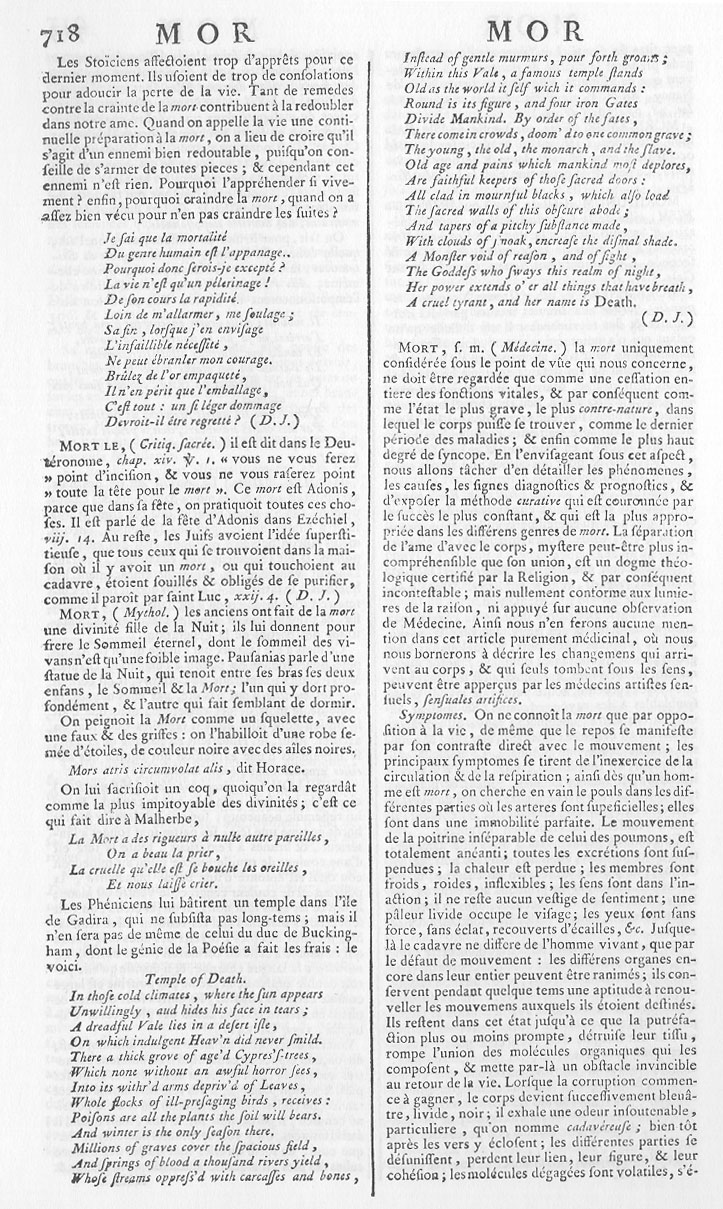
Erste Seite des Artikels Jurisprudence in der Encyclopédie

- Artikel Droit (Jurispr.), Band 5: Do – Esymnete (November 1755), S. 116ff.
- Artikel Etats (Hist anc. & mod. & Jurispr.), Band 6: Et – Fne (Oktober 1756), S. 20ff.
- Artikel Fait (Jurispr.), Band 6: Et – Fne (Oktober 1756), S. 20ff.
- Artikel Fief (Jurispr.), Band 6: Et – Fne (Oktober 1756), S. 693ff.
- Artikel Gabelle, Band 7: Foang – Gythium (November 1757), S. 409ff.
- Artikel Jurisprudence, Band 9: Ju – Mamira (Dezember 1765), S. 81ff.
- Artikel Loi (Jurispr.), Band 9: Ju – Mamira (Dezember 1765), S. 647ff.
- Artikel Noblesse (Jurispr.), Band 11: N – Parkinsone (Dezember 1765), S. 167ff.
- Artikel Taille, Band 15: Sen – Tchupriki (Dezember 1765), S. 842ff.

## Eigenständige Schriften (Auswahl)
- Traité des gains nuptiaux et de suvie, qui sont en usage dans les païs de droit écrit, tant du ressort du parlement de Paris, que des autres parlemens: contenant tout ce qui concerne les augmens de dot, agencemens, contre-augmens … Lyon 1738
- Code rural, ou Maximes et règlements concernant les biens de campagne: Notament les fiefs franc-aleux. Paris 1749
- Variétés historiques, physiques et littéraires, ou recherches d’un sçavant: contenant plusieurs pièces curieuses & intéressantes. Paris 1752